# Thomisus iswadus
Thomisus iswadus là một loài nhện trong họ Thomisidae.
Loài này thuộc chi Thomisus. Thomisus iswadus được Alberto Barrion & James A. Litsinger miêu tả năm 1995.